# Equity Carve-out
Unter einem Equity Carve-out  (englisch, wörtlich „Herausschnitzen von Eigenkapital“), teilweise auch Spin-out, versteht man eine Form der Desinvestition, bei der ein Konzern Anteile einer Tochtergesellschaft, z. B. im Zuge einer Neuemission (Initial Public Offering) über die Börse, veräußert.
Zu unterscheiden ist Equity Carve-out von einem Spin-off (teilweise auch Spin-out genannt) (auf Deutsch auch Aufspaltung oder Abspaltung), bei dem die bestehenden Aktionäre Aktien an der Tochter „kostenlos“ zugeteilt bekommen; dabei werden die gesamten Anteile eines Tochterunternehmens an der Börse notiert. Bei einem Equity Carve-out hingegen handelt es sich um einen Verkauf von Anteilen, bei dem in der Regel nur eine Minderheit der Anteile des Tochterunternehmens angeboten wird. Der Vorteil für die Muttergesellschaft besteht darin, dass sie die unternehmerische Kontrolle behalten kann und gleichzeitig die Erträge aus dem Börsengang vereinnahmen kann.
Nachteilig gegenüber anderen Finanzierungsformen ist, dass das Tochterunternehmen den strengen Kontroll- und Veröffentlichungsvorschriften einer börsennotierten Gesellschaft unterliegt. Außerdem kann die Muttergesellschaft die Besitzverhältnisse für die an den Börsen gehandelten Aktien nicht mehr kontrollieren.